# Blackmar-Gambit
|   | a | b | c | d | e | f | g | h |   |
| 8 |   |   |   |   |   |   |   |   | 8 |
| 7 |   |   |   |   |   |   |   |   | 7 |
| 6 |   |   |   |   |   |   |   |   | 6 |
| 5 |   |   |   |   |   |   |   |   | 5 |
| 4 |   |   |   |   |   |   |   |   | 4 |
| 3 |   |   |   |   |   |   |   |   | 3 |
| 2 |   |   |   |   |   |   |   |   | 2 |
| 1 |   |   |   |   |   |   |   |   | 1 |
|   | a | b | c | d | e | f | g | h |   |

Die Grundstellung des Blackmar-Gambits nach 3. f2–f3
Das Blackmar-Gambit ist ein Gambit, also eine Eröffnung des Schachspiels. In der Eröffnungssystematik der ECO-Codes ist es unter dem Schlüssel D00 klassifiziert.
Das Blackmar-Gambit wird durch folgende Züge eingeleitet (siehe auch: Schachnotation):
1. d2–d4 d7–d5 2. e2–e4 d5xe4 3. f2–f3
Dieses Gambit wurde 1882 von Armand Edward Blackmar erfunden. Im Alter von 29 Jahren veröffentlichte er seine ersten selbst analysierten Schachpartien mit dieser Zugfolge. Schon wenige Jahre später zeigte sich jedoch, dass Schwarz mit einem Gegengambit (3. … e7–e5) Vorteil erringen kann, weshalb das Gambit in der Turnierpraxis kaum mehr anzutreffen ist.
Der polnische Spieler Ignacy Popiel (in Deutschland Ignaz von Popiel genannt) überlegte sich den Zwischenzug 3. Sb1–c3, um so die Dame im Falle eines Damentausches mit dem Springer zurücknehmen zu können. Er wollte aber nie ein Gambit spielen.
Der deutsche Schachspieler Emil Joseph Diemer erweiterte das Blackmar-Gambit mit Popiels 3. Sb1–c3 im 20. Jahrhundert zum Blackmar-Diemer-Gambit, das in Amateurkreisen etliche Anhänger fand, heutzutage auf großen Turnieren jedoch kaum zu sehen ist.

## Varianten
- Nach Annahme des Bauernopfers mit 3. … e4xf3 antwortet Weiß mit
  - 4. Sg1xf3 oder
  - 4. Dd1xf3
- Das Gegengambit 3. … e7–e5 strebt nach 4. d4xe5 Dd8xd1+ den Damentausch an, wonach Weiß nicht mehr rochieren kann und Schwarz seine Eröffnungsprobleme gelöst hat.

Eine Nebenvariante des Blackmar-Gambits ist der Diemer-Rosenberg-Angriff, der nach Zügen 1. d4 d5 2. e4 dxe4 3. Le3 entsteht. Hier verzögert Weiß zunächst den Zug f2–f3 und blockiert den schwarzen Bauer mit dem Läufer.
Das Blackmar-Gambit kann sich durch die dortige Zugumstellung 2. d2–d4 aus der Skandinavischen Verteidigung entwickeln.